# Offerbo
Offerbo är en by i Östervåla socken, Heby kommun.
Offerbo omtalas i dokument första gången 1312 ("in Afridæbodhum"). Markgäldsförteckningen 1312 upptar en skattskyldig som restar 2 öre. I jordeböckerna på 1500-talet upptas Offerbo som 2 hela mantal skatte, ett om 4 öresland 8 penningland med skatteutjord i Kullarbo 1541–1548 och i Mårtsbo från 1561 samt ett om 3 öresland med skatteutjord i Mårtsbo 1541–1560 och i Offerbo. Båda hemmanen anges som öde 1569. Vidare en skatteutjord om 2 öresland 16 penningland till Tängesbo (den ingår 1549–1555 i Tängesbo skattehemman), från 1560 räknas den till Offerbo.
Byn hade sina fäbodar vid Offerbobodarna, en nu försvunnen fäbodvall öster om Horsskog. 

Bland bebyggelser på ägorna märks Aspenstorp som ursprungligen var soldattorpet för roten 305 vid Västmanlands regemente för Offerbo och Äspenbo. Soldatnamnet var Asp. Nuvarande torpet är uppfört på 1890-talet och avstyckades från Offerbo 1917. Enligt kartor från 1700- och 1800-talet låg ett äldre Aspenstorp 200 meter nordost om nuvarande torp. Hälsingens och Lars-Ers är namn på två av gårdarna i byn.